# Ormosia arborea
Ormosia arborea är en ärtväxtart som först beskrevs av Vell., och fick sitt nu gällande namn av Hermann August Theodor Harms. Ormosia arborea ingår i släktet Ormosia och familjen ärtväxter. Inga underarter finns listade i Catalogue of Life.